# 르노 FT-17
르노 FT-17(프랑스어: Renault FT-17) 또는 정식 명칭 르노 FT(프랑스어: Renault FT)는 제1차 세계 대전 때 프랑스에서 개발된, 당시로서는 획기적인 경전차이다. FT는 역사상 처음으로 회전식의 포탑을 장착했다. 영국의 리틀윌리(Little Willie)도 회전식의 포탑을 장착했었으나, 영국군의 생산 모델에는 채용되지 않았다. 이러한 르노FT의 기본적인 구조: 앞부분에 포탑, 뒷부분에 엔진, 돌출한 무한궤도는 21세기의 전차에게도 그 유산을 남기게 되어서 역사가들에게 "최초의 현대식 전차"로 불리게 된다.

## 개발역사
1916년 5월 세계적으로 유명한 자동차와 트럭의 프랑스 제조회사 르노에서 경전차의 개발을 시작했다. 루이 르노(Louis Renault) 스스로가 개발을 시작했으나, 전차의 무게를 이끌만한 출력이 나오지 않는다고 믿고 중도에 루돌프 언스트 메츠마이어(Rodolphe Ernst-Metzmaier)라는 엔지니어에게 개발을 맡겼다.
르노사(社）의 설계는 당시의 두 탱크, 슈나이더 CA1(Schneider CA1: 1916년), 그리고 샹 샤몽(Saint-Chamond: 1917년)보다 뛰어났음에도 불구하고, 프랑스 전차부의 장 바티스트 유진 에스티엥(Jean Baptiste Eugène Estienne) 대령을 설득시키지 못했다. 그러던 중, 솜 전투 보관됨 2022-01-18 - 웨이백 머신(Battle of Somme: 1916년 9월 15일)에서 영국군이 세계 처음으로 중전차를 사용하자, 프랑스군은 대량의 소형전차를 선택하는가, 아니면 영국군처럼 소량의 대형전차(훗날 Char 2C)를 채용하는가로 고심하게 되는데, 전차부의 에스티엥 대령의 설득으로 르노의 소형 디자인이 채택되지만, 전쟁 말기까지 대형전차 Char 2C와 경쟁은 계속되었다.

두 승무원들의 배치: 운전병은 전면 햇치 개방, 전차장은 포탑을 돌려서 후문 개방

시작기는 1917년 초기에는 안정적인 차체라는 것을 증명하게 되나, 라디에이터의 팬 벨트는 전쟁이 끝날 때까지도 문제를 일으키는 경우가 많았다. 1917년에는 84대가 완성되나, 1918년 종전까지는 2697대가 더 완성되었다. 총 3177대가 생산되었으나 어떤 기록에서는 4000대 이상 생산되었다고도 한다. 군수물자 기록으로는 프랑스 군에 조달된 것이 3177대이고 미국에게 직접 조달된 것이 514대로 추정되며, 24대가 영국군과 이태리군에게 배달된 것으로 추정되어, 정확한 총 생산량은 3,694대로 추정된다.

### 포탑
처음의 150기는 원형 주조 포탑을 탑재하고 있었고, 훈련용으로만 쓰였다. 현재 훈련용이 한대 보빙톤 박물관에 보관되어 있다. 

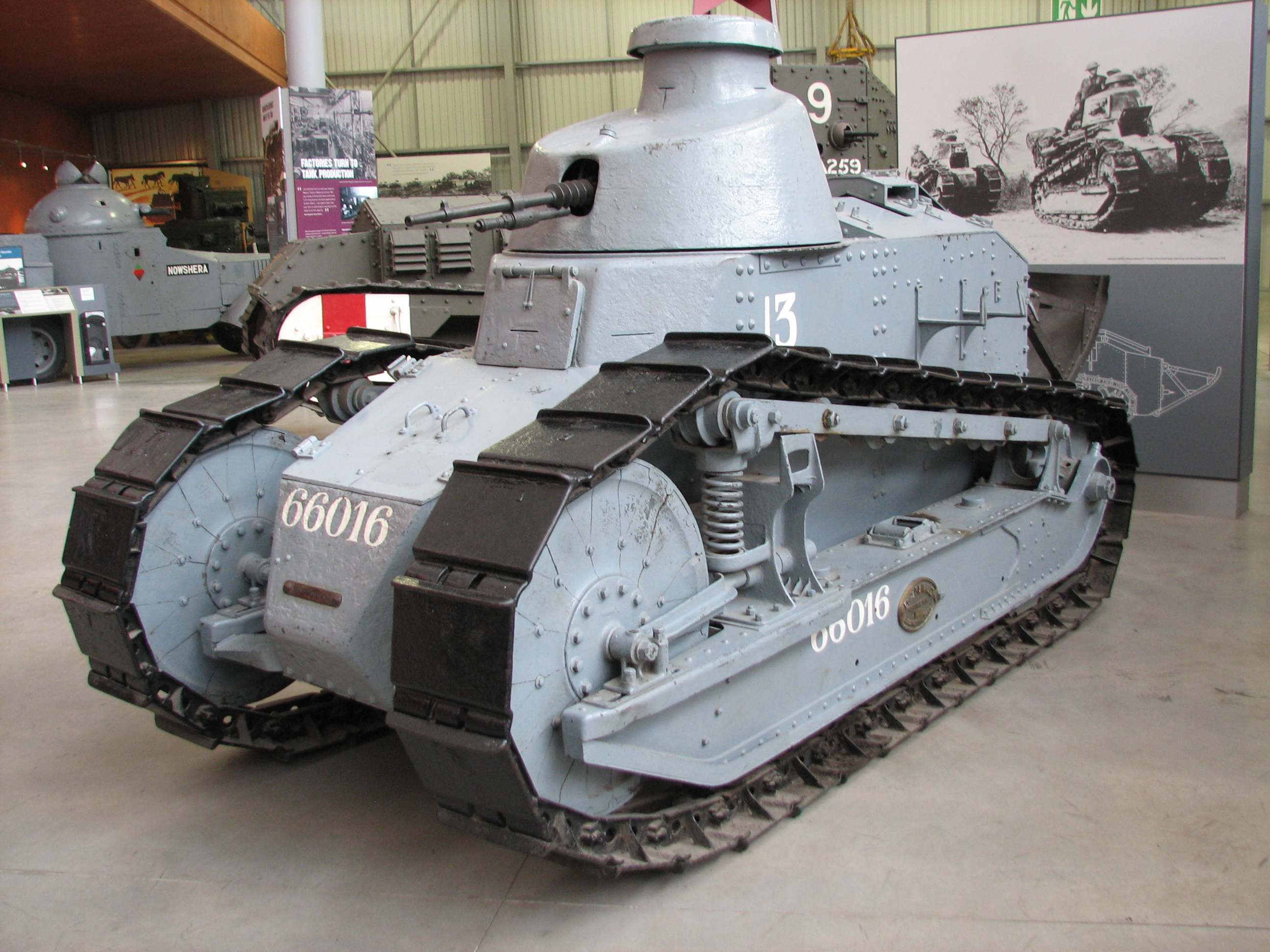
보빙톤 박물관의 주조물 포탑 탑재FT탱크

 두 번째 주조물 포탑도 너무 작다는 이유로 생산 모델에는 채용되지 않았다. 채용된 발리엣(Berliet)의 다각형 포탑은 리벳으로 조립되었고, 호치키스(Hotchkiss) M1914, 8mm기관총이나 프토 SA 37mm(Puteaux SA)포를 장착할 공간이 있었다. 후기형에는 둥근 주조와 용접 융합포탑으로 바뀌었다. 포탑은 볼베어링 위에서 자유롭게 회전이 가능했고, 어느 각도에서든지 고정도 가능했다. 포탑의 생산은 Girod of Ugine에서 제조되어 각 생산공장에 조달되었다.

### 생산공장
절반정도의 생산은 르노의 공장이 있는 파리 근교의 Boulogne-Billancourt에서 이루어졌지만, 수요가 많아서 다른 회사에도 수청했다. 처음 주문의 3530대 중, 르노에서 1820대를 생산해 52%를 조달했고, 발리에(Berliet)가 800대로 23% 조달, 소뮤아(SOMUA) (a subsidiary of Schneider & Cie)가 600대로 17%, 그리고 딜라니 벨뷰 Delaunay-Belleville가 280대로 8%를 조달했다. 다른 회사의 제조생산에 대해 루이 르노는 라이센스 비용을 받지 않았다. 주문이 7820대로 늘어난 1918년에도 같은 비율로 생산을 계획했었고, 포탑은 바리에가 다른 회사에 제공했다.

## 실전역사

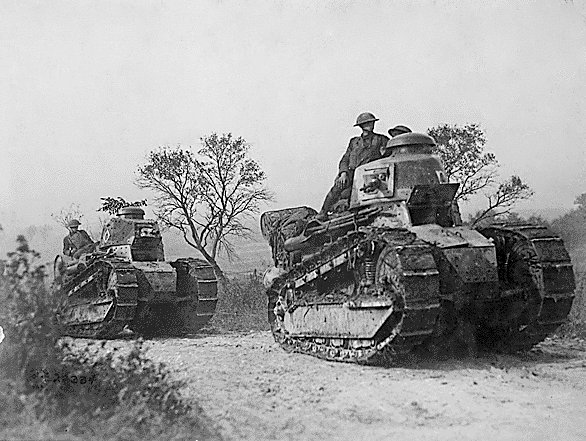
FT탱크로 작전중인 미군

르노FT는 1918년 프랑스 군에 의해 널리 사용되었고, 미국 파견군도 1차 대전 말기에 사용했다. 당시 33세였던 조지 패튼 소령은 르노 FT로만 구성된 미국 경전차 여단의 지휘관이었고, 스스로 운전과 정비를 배웠다. FT탱크가 처음으로 전투에 투입된 것은 1918년 5월 31일 만(Marne)의 두 번째 전투가 벌어진 쎄송(Soissons)과 빌레르 코테레(Villers-Cottererts)의 사이에 위치한 Ploisy-Chazelle 이었고, 그 후부터 FT전차는 슈나이더 CA1(Schneider CA1)과 샹사몽(Saint Chamond) 탱크와 함께 전투를 벌이게 된다. 1차 대전 말기, 전투가 기동전으로 변형되면서 가벼운 FT탱크는 열차보다는 트럭이나 트레일러로 전선까지 운반되었다. 에스티엥 대령은 대량의 소형전차로 적군을 몰아세우는 계획을 세웠고, 연합군은 1917년 말부터 야전포, 가스병기, 탱크든 모든 무기를 중앙군보다 대량생산하는 계획을 세워, 르노 FT탱크의 생산계획은 12,260대(미군용 4,440대 포함)에 이르게 된다.
1차 대전의 종전 후, 르노 FT와 폴란드, 핀란드, 에스토니아, 리튜아니아, 로마니아, 유고슬라비아, 체코슬로바키아, 스위스, 벨기에, 네델란드, 스페인, 브라질, 터키, 이란, 아프가니스탄과 일본까지 수출이 되었고, 미국 등 세계의 대국들도 사용되어 전 세계적으로 현대 전차의 영향을 남겼고, 실전에서도 러시아 내란, 폴란드-소련 전쟁, 중국 내란, Rif전, 스페인 내란, 에스토니아 독립전등에서 싸우게 되었다.
또한 2차 세계 대전에서는 이미 구식이 되었지만 그래도 폴란드, 핀란드, 유고슬라비아 등에서 쓰였고, 1940년 독일군의 프랑스 침공 당시에도 프랑스군에는 8개 대대가 각각 63대의 FT탱크를 장비하고 있었고, 3개 전차 소대가 10대씩 장비됨으로써 총 534대가 프랑스 침공당시 실전투입이 가능한 상황이지만, 전기가 기관총 탑재기로서 독일군의 빈약한 2호 전차와도 맞설수는 없었다. 프랑스전 발발당시에는 이미 구식이라, 115그룹으로 나뉘어서 공항 수비용으로 썼고, 독일군의 침공으로 전선으로 급히 보내진 예비군들 중에서도 575대의 FT탱크가 포함되었다. 훗날 독일군은 노획한 1,704대의 FT전차 중, 100대는 공항 수비대로, 650대는 경찰부대, 혹은 항 게릴라 부대 등에 투입함으로써 후방에서 사용했고, 일부는 1944년 파리 해방이전에 파리의 도시전에도 독일군에 의해 사용되었다.

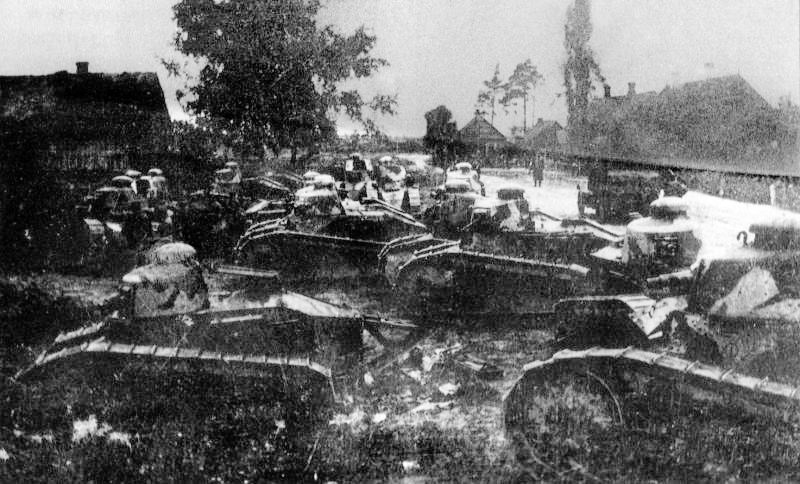
폴란드의 FT탱크 Battle of Dyneburg

FT는 프랑스 전차의 선조로서 FT Kégresse, NC1, NC2, Char D1과 Char D2를 후손으로 남기게 된다. 이태리도 주력전차로 피아트 3000을 채용하는데, 프랑스의 FT의 복제품이다.
소련은 화이트 러시아군으로부터 파괴된 르노 14대를 노획해서 크라스노에 공장에서 1920년에 복구수리를 하고, 15대의 복제품을 1920-1922년 사이에 만들지만, 기술적인 문제로 실전에 투입되지는 못하지만, 르노가 소련에 끼친 영향은 1928-1931년 사이에 소련에서 자체적으로 개발된 T-18탱크에 르노와 같은 서스펜션의 형태로 발견되고, 결론적으로 FT탱크는 아프가니스탄, 벨기에, 브라질, 중국, 체코슬로바키아, 에스토니아, 핀란드, 프랑스, 독일, 이란, 일본, 리튜아니아, 네델란드, 필리핀, 폴란다, 로마니아, 러시아 백군, 소련, 스페인, 스웨덴, 스위스, 터키, 노르웨이, 영국, 미국, 유고슬라비아 등에서 사용된다.

## 제명

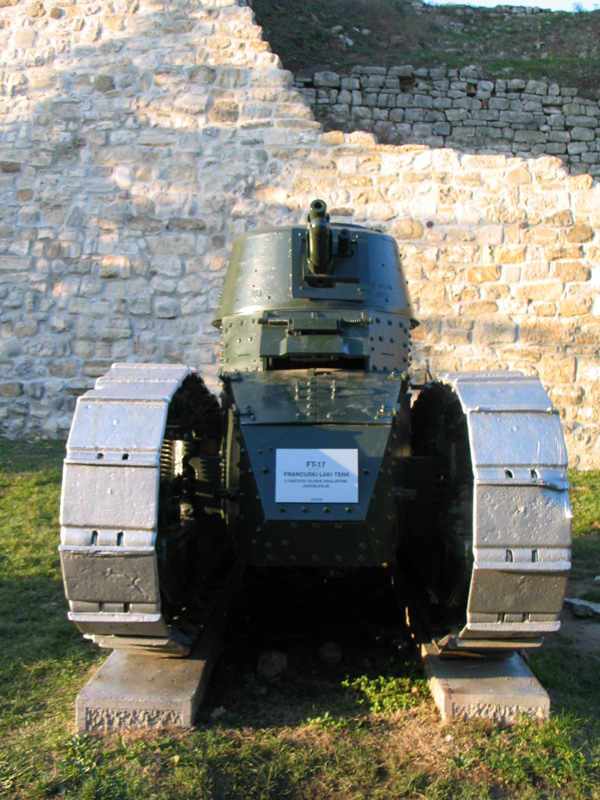
세르비아의 벨그레이드 군사 박물관의 FT탱크.

FT라는 이름에 대해서는 근원이 아직도 혼돈이 있다. FT는 프랑스어로 faible tonnage (적은 톤수) or franchisseur de tranchées (참호건너는 것)이라는 설이 있지만 맞지 않고, FT17이라는 명칭도 공식명칭이 아니다.
르노 사에서는 항상 새로운 프로젝트에는 알파벳 두자의 코드명칭을 붙였는데, 르노의 경전차의 개발 당시에 가능한 두자가 FT였을 뿐이었다.
정식 프로토타입의 명칭은 automitrailleuse à chenilles Renault FT modèle 1917이었고, 그 뜻은 "무한궤도 장갑차, 르노 FT모델 1917"이었고, 주문생산이 시작되었을 때에는 이미 르노에서는 FT로 불리고 있었다."
"FT 17" 혹은 "FT-17"으로 불리게 된것은 아마도 전쟁 후, 1917년에 개발된 것을 분명히 하기 위해서 숫자가 더해진 것으로 추정되고, 또한 미국에서 라이센스 생산한 탱크도 M1917로 불렸기 때문에 영어권에서 전쟁 후 FT17로 기록되기 시작한 것으로 추정되고, 1917년 당시의 기록에서는 FT로 밖에 기록되어있지 않다.,
간혹 37mm포를 탑재한 르노FT를 FT18으로 표기하는 경우가 있지만, 아마도 기관총 탑재기 이후에 포가 개발되었다라는 사람들의 추정에 따른 표기였던 것 같다. 실제로 르노에서는 1917년 생산과 1918년 생산을 구별하지 않았고, 기관총 탑재기와 37mm포 탑재기는 단순히 기관총 탱크 (char mitrailleuse)와 캐논탱크(char canon)으로 밖에 분간하지 않았다. 우연하게 엔진은 18마력 엔진이지만, 모두 같은 엔진을 사용했기 때문에 엔진으로 FT17과 FT18을 분간한다는 것도 불합리하다. 전쟁 후 FT탱크에 모델 1931기관총을 탑재하게 되는데 이때에는 공식적으로 FT31이라고 부르게 되고, 1차 전쟁 중에서도 75mm포를 탑재한 것은 르노75BS, 라디오를 탑재한 탱크는 르노TSF (radio tank)로 불렸다.

## 파생형

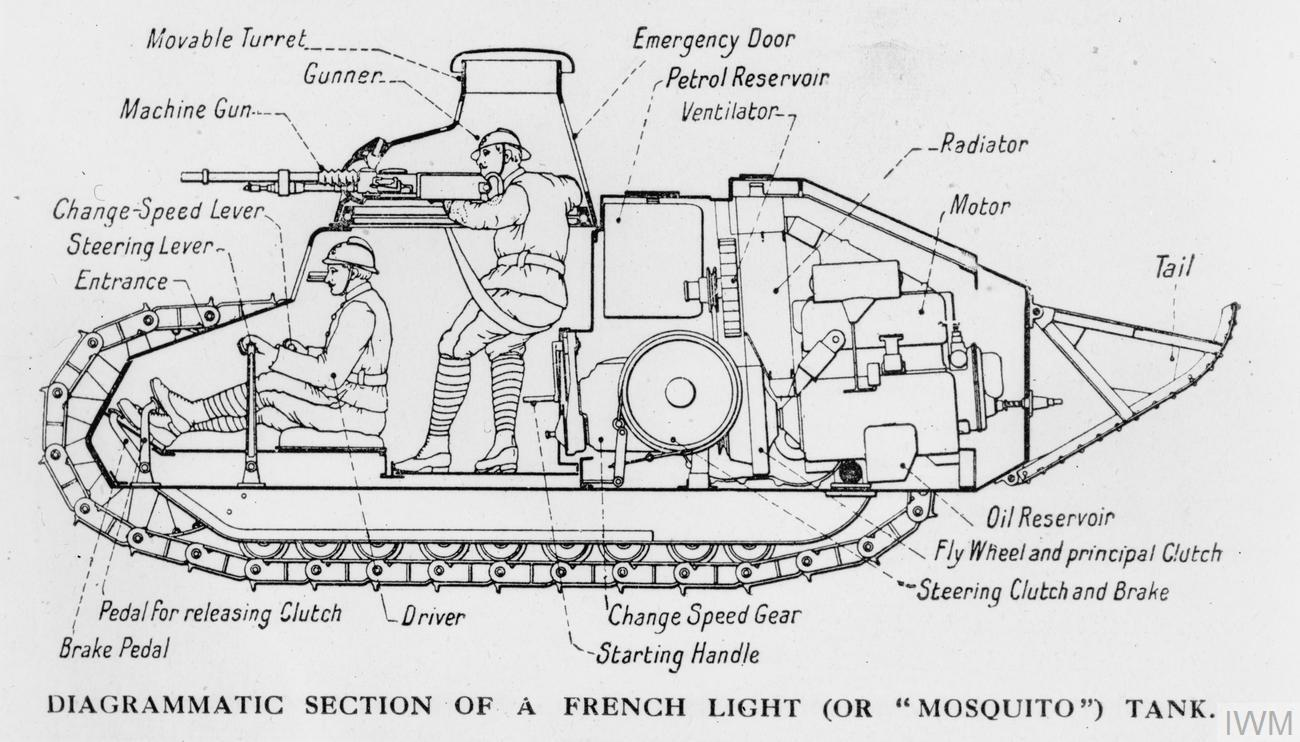
FT기관총 탱크의 내부(프로토타입 포탑)

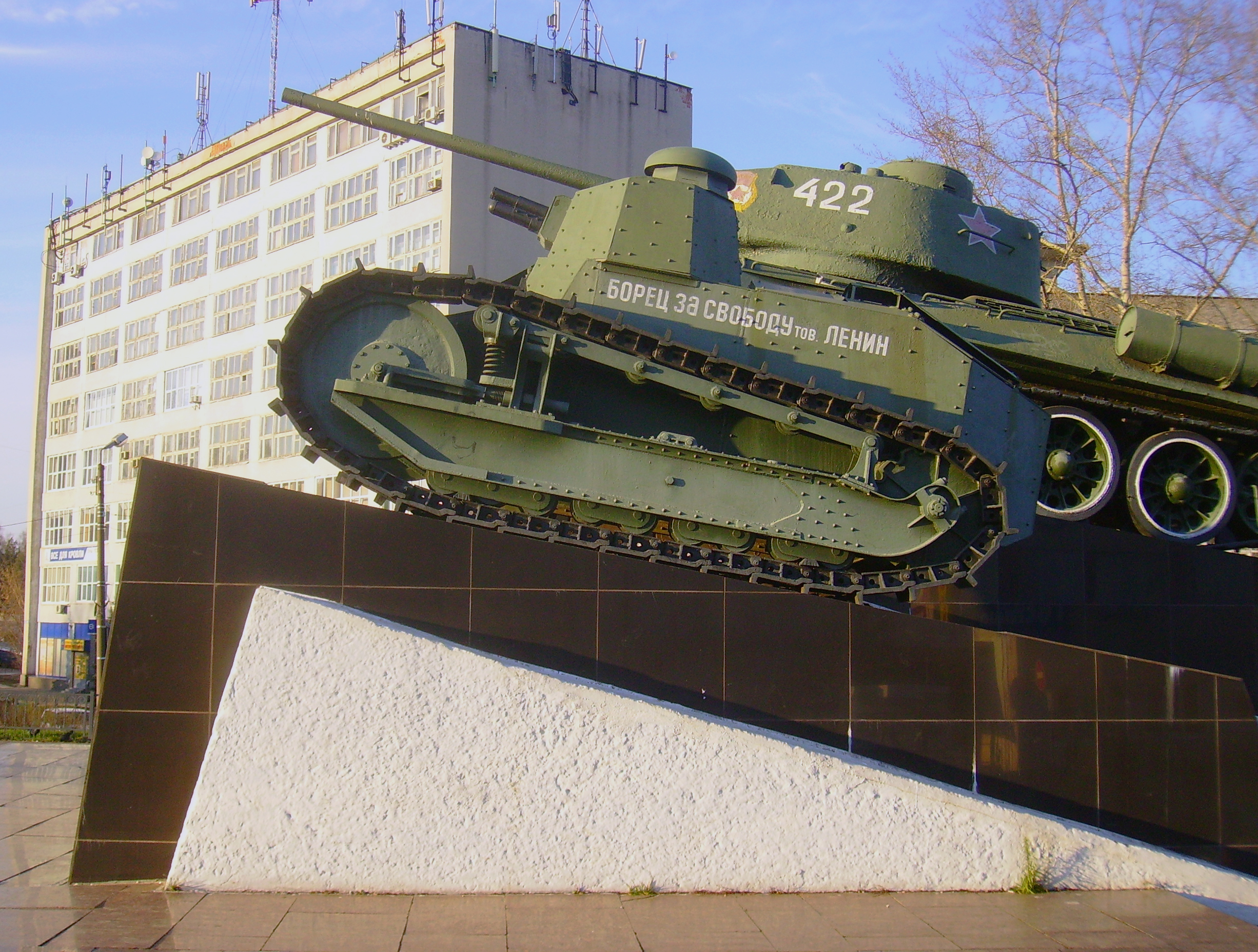
러시아의 노브고로드에 있는 소련 처음의 탱크: FT의 복사본이다

- Char canon: 37 mm Puteaux SA18 포 장착기 - 전 생산기에서 약 3/5를 주문했으나, 실제로는 1/3 정도가 37mm 포를 장착하고 생산됨.
- Char mitrailleuse: 8 mm 호치키스 M1914 기관총 장착기 -약 2/5가 주문되었으나, 실제로는 3/5 정도가 생산됨.
- FT 75 BS: 자주포 버전. Blockhaus Schneider 75mm 포 장착 - 39대 생산.
- Char signal or TSF: "TSF"는 télégraphie sans fil ( "무선" )으로 무기가 없는 지휘관기로, 3명의 승무원이 필요하다. 300대가 주문되었으나, 188대 이상이 생산됨.
- FT modifié 31: 7.5 mm Reibel 기관총 탑재. 이 모델은 전쟁 후 1931년 프랑스에 남아있는 1580대의 FT 기관총 탱크를 기반으로 일부 개조 생산됨. 비공식적으로 FT31로 불린다. 개조되지 못한 탱크들은 르토 R35탱크를 만들기 위해서 폐기처분된다.
- FT-Ko: 1919년에 13대가 일본에 수출되었다. 37 mm Puteaux SA18포나 기관총을 탑재했고, 만주사태에 사용되고, 나중에는 훈련용으로 사용된다.[12]
- 6톤 M1917 미국 복제생산 950대 생산. 374대는 포를 탑재했고, 50대는 라디오 탱크였다. 제2차 세계 대전 중, 캐나다에서 236대를 훈련용으로 구입했다.
- Russkiy Reno: 러시아의 르노: 소련이 처음 생산산 탱크로서, 훗날 T34탱크를 생산하게 되는 Krasnoye Sormovo공장에서 생산한 복제품.

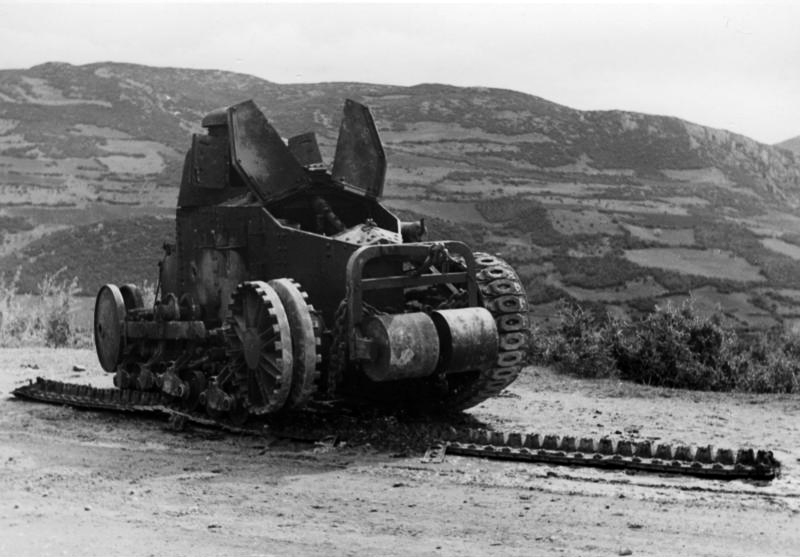
1941년 유고슬라비아의 파괴된 M26/27탱크 invasion of Yugoslavia.

- Renault FT CWS: the Renault FT CWS or Zelazny ("mild steel") 연질의 장갑으로 훈련기로만 쓰였던 폴란드의 탱크. (폴란드의 실전용 탱크는 프랑스에서 제조). 훈련용도 프랑스제 엔진과 여분의 부품을 사용했고, 차체와 포탑도 같은 사이즈를 썼다. 27 CWS FT탱크가 생산되었다.[13][14]
- Renault M26/27: FT탱크에 다른 서스펜션, 고무궤도 등으로 실험을 한 모델: 유고슬라비아에서 쓰였고, 폴란드에서도 5대가 쓰였다.[15]
- T-18 전쟁 후 소련의 독자적인 개발로, 서스펜션등 FT와 여러모로 닮은 탱크이다.
- 피아트 3000 이탈리아의 복제품
- Polish gas tank 1926년 7월 5일 포탑대신 두 개의 가스 실린더를 탑재한 연막용/혹은 가스전용 FT탱크가 폴란드에서 테스트되었다. 한대가 FT개조로 만들어졌다.

## 현존하는 FT-17
약 41대의 FT가 현존한다. 20대의 6톤 탱크와, 두대의 소련형 Russkiy Reno과 and 3대의 FT TSF 라디오 탱크가 세계의 여러 박물관에 남아있다.
- Musée des Blindés, 프랑스 소뮤르 (Saumur, France). FT 3대 소장, 두대는 가동이 가능하고 한대는 미국의 패튼 박물관으로부터 받을 예정이다.[18] 세 번째는 아프가니스탄으로부터 이송. 2003년 이전에 아프가니스탄에 있는 것으로 알려졌던 4대 중 한대이다. 두대는 미국의 포트 녹스(Fort Knox)의 패튼 박물관, 4대째는 여전히 카불 소장. 소뮤르 탱크 박물관에도 FT TSF라디오 탱크 1대 소장 중. 궤도등이 없으나 복구 예정중이다.
- Musée de l'Armée, 프랑스 파리 Paris, France. One FT.
- Glade of the Armistice, near Compiègne, France. One FT.
- Old Rhinebeck Aerodrome 미국 뉴욕주의 라인벡 (Rhinebeck, NY). 가동 가능한 6ton 탱크.
- 미국 몬타나 주 미줄라 개인 소장 프랑스제 FT1대가 국립 1차대전 박물관에 팔렸다.[19]
- Bovington Tank Museum, 영국 보빙턴 전차박물관 United Kingdom. One FT, 연질 장갑의 훈련용 FT.[20]
- Museu Militar Conde de Linhares 브라질 리우데자네이루 Rio de Janeiro, Brazil. One FT.
- Ropkey Armor Museum, 미국 인디아나 크라포즈빌 (Crawfordsville, Indiana) A Six-Ton Model 1917.[21][22]
- Patton Museum 미국의 패튼 박물관. 2003년 FT탱크 두대가 아프가니스탄 카불에서 로버트 레딩 소령에 의해서 발견되고, 아프가니스탄 정부의 허락으로 2대는 패튼 박물관으로 옮겨졌다. 그중 한 대는 고쳐져서 전시중이다.[23] 패튼 박물관에는 원래 한대가 소장되었으나 현재 프랑스 정부의 요청으로 프랑스로 옮겨졌다.[18]
- Louisiana State Military Museum at Jackson Barracks, 미국 루이지아나주 뉴올린즈 (New Orleans, Louisiana). 2005년 카트리나 허리케인으로 수해를 당했으나 현재의 복구가 완료되면 전시될 예정이다.
- Royal Military Museum,벨기에 Belgium. One FT is on permanent display.[24]
- The National World War I Museum, located at Liberty Memorial, 미국 미주리주, 캔자스 시티에 독일군의 폭격에 의해 파손된 FT탱크가 전시중.[25]
- Musée de l'armée Suisse, Burgdorf, Switzerland. 스위스 벌그돌프에 스위스로는 처음 1922년에 도입된 탱크가 전시중이다.[26]
- National Military Museum (Romania), 로마니아 부카레스트 Bucharest, Romania. An FT, in permanent outdoor display.[27]
- Military Museum (Belgrade), 세르비아, 벨그레이드 Belgrade, Serbia. An FT, in permanent outdoor display.[28]
- Parola Tank Museum, 핀란드 파롤라 Parola, Finland. FT 한대는 외부전시 한대는 내부전시중.[29]
- 실제 사이즈의 복제품 2대가 2011년 영화 "Battle Of Warsaw 1920"을 위해 독립적으로 제조 생산되었다.
- U.S. Army Heritage and Education Center 미국의 펜실베니아주 칼라일 (Carlisle, PA) 2012년 4월부터 전시중.
- The US First Infantry Division museum at Cantigny in 미국 일리노이주의 워렌빌 (Warrenville, IL)에 M1917 한대가 외부 전시중이다.
- 카불에 짓고있는 아프가니스탄 국방부 건물이 완성되면, FT 한대를 전시할 예정이다.
- 캐나다 오타와에서 2012년 8월 M1917 이 전시되었다.[30]

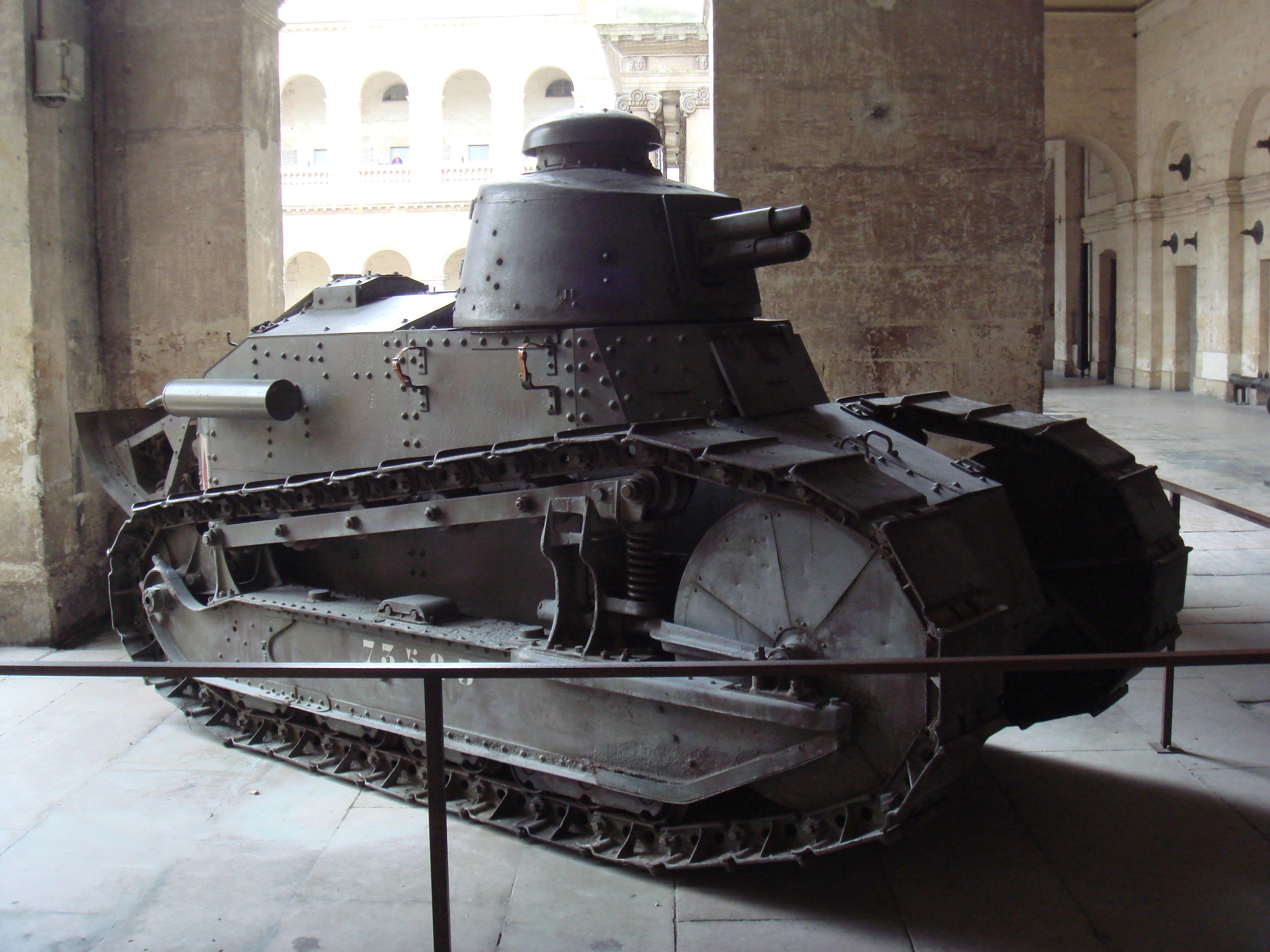
프랑스 육군 박물관 소장 37mm 포 탑재 FT탱크
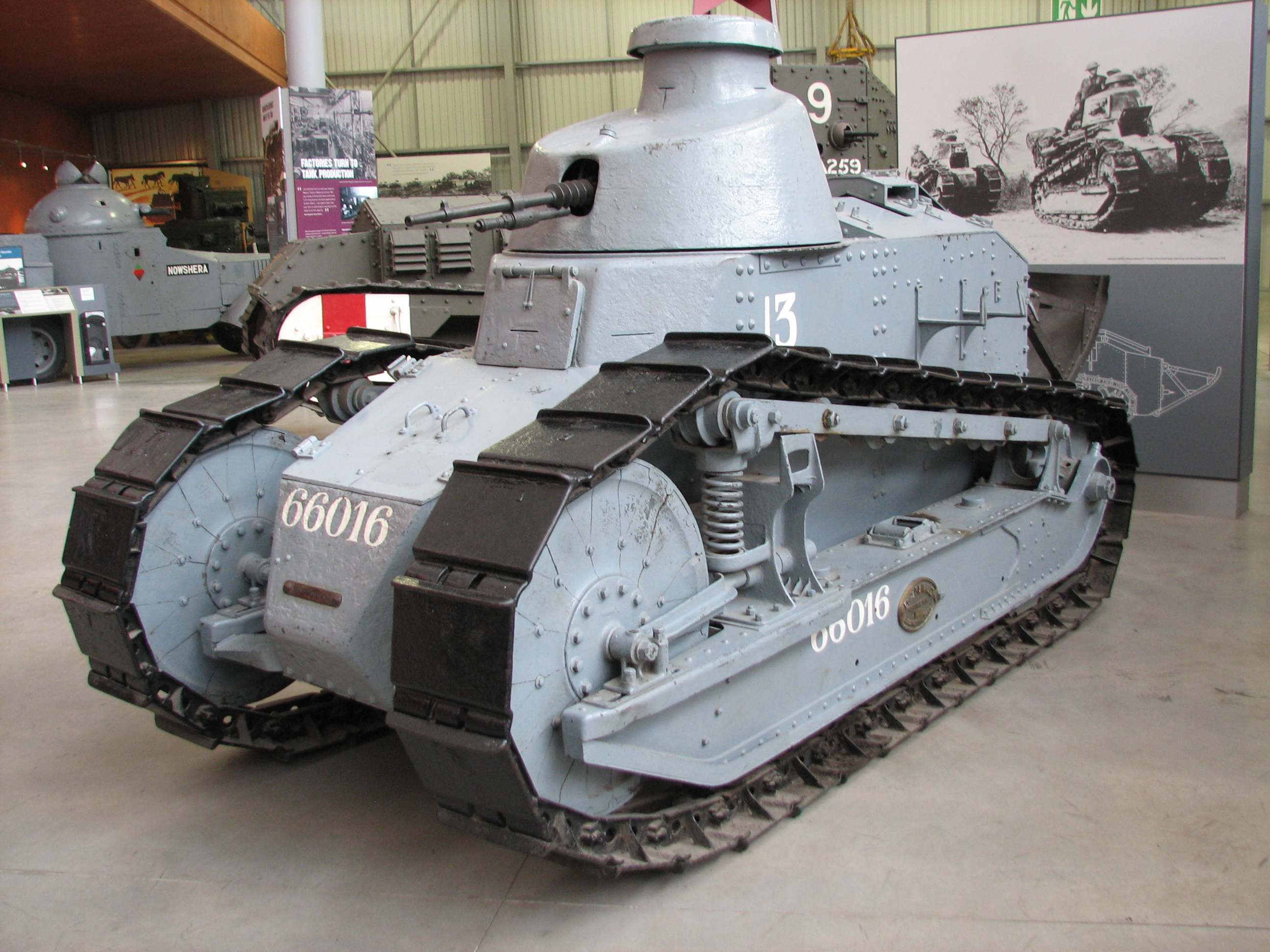
보빙톤 박물관의 FT
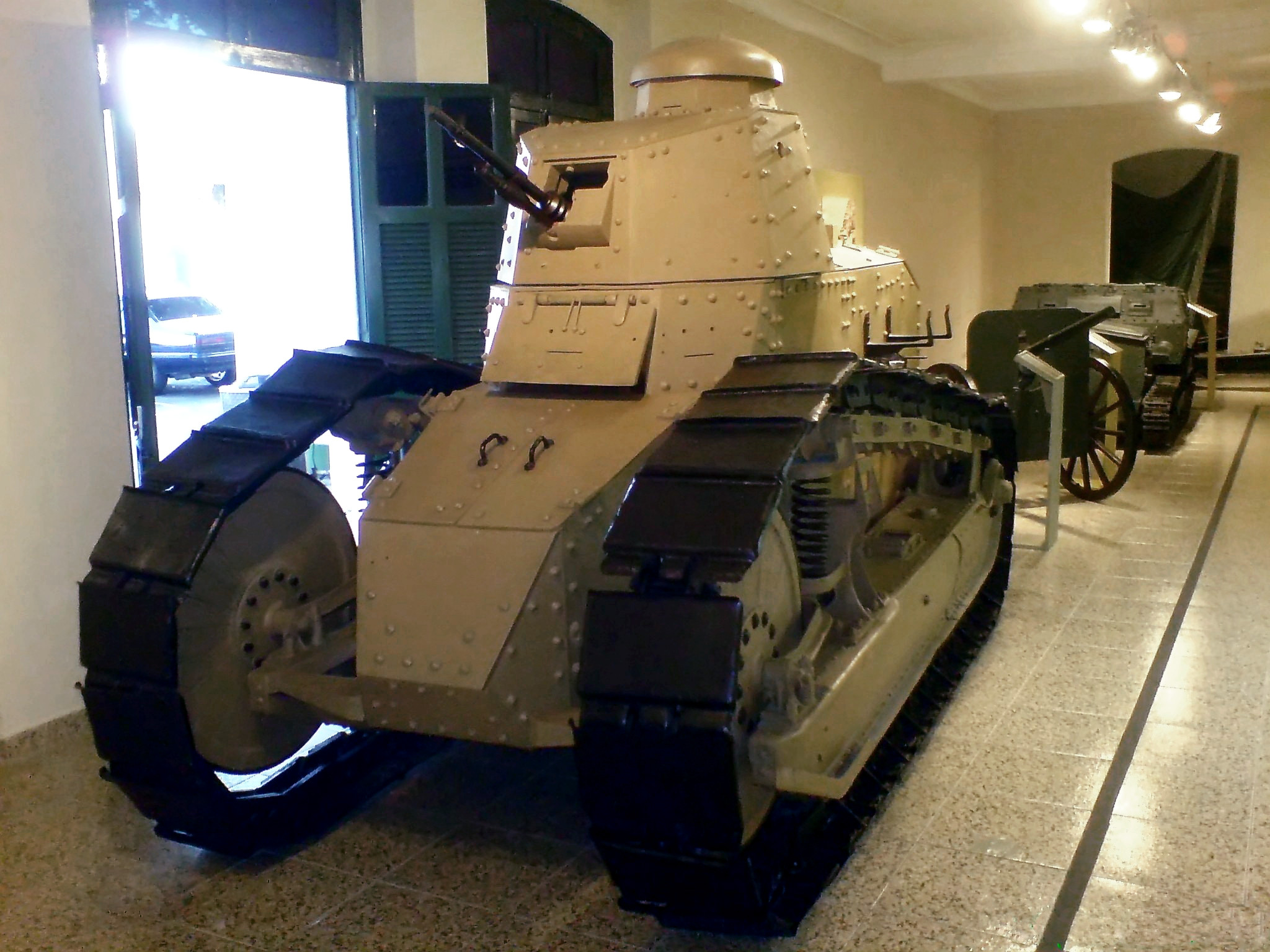
1921년 수납한 브라질 육군용 FT

## 참고 문헌
- Zaloga, Steven J., James Grandsen (1984). Soviet Tanks and Combat Vehicles of World War Two, London: Arms and Armour Press. ISBN 0-85368-606-8.
- SNL G012
- Canadian Renault 20 tanks
- Canadian tanks 보관됨 2014-08-05 - 웨이백 머신
- Canadian main battle tanks
- Zaloga,Steven J., (2010)  "French Tanks of World War 1 " , Osprey Publishing, ISBN 978-1-84603-513-5. Covers the Renault FT extensively.
- Jurkiewiecz,Bruno, (2008) Les Chars Francais au Combat,(over 150 llustrations)ECPAD/YSEC,BP 405 27405 Louviers Cedex France.

## 같이 보기
- 기갑 전투 차량 목록